# George Rudolph von Schindel

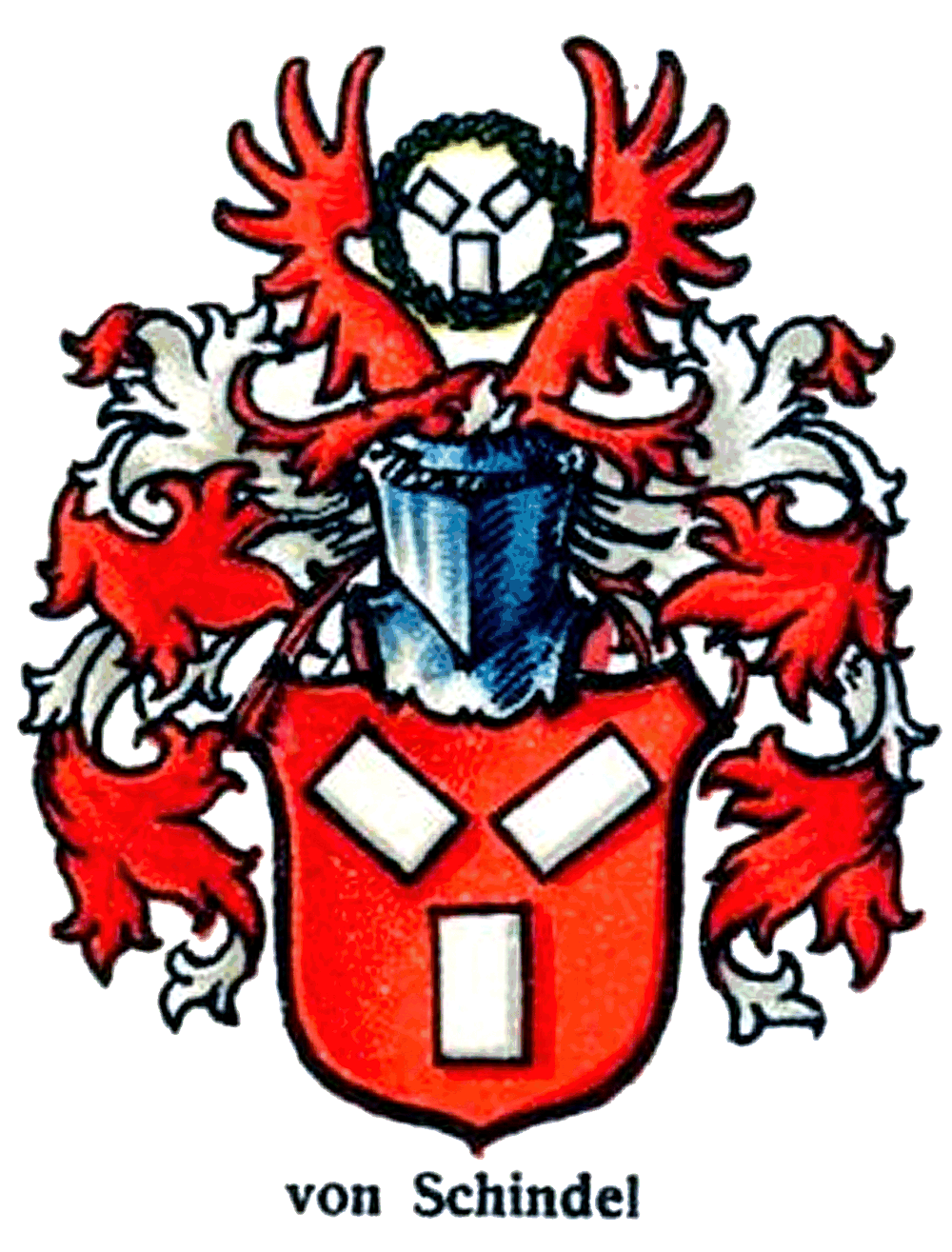
Stammwappen derer von Schindel

George Rudolph von Schindel (geboren 1709 in Dromsdorf; gestorben 1768) war ein preußischer Landrat.

## Leben
George Rudolph von Schindel war Angehöriger des schlesischen Uradelsgeschlechts Schindel. Er besuchte zunächst von 1728 bis 1729 die Ritterakademie in Liegnitz, bevor er sich im Mai 1729 an der Universität Leipzig immatrikulierte. Im Anschluss wandte er sich wohl der Landwirtschaft zu. Zwischen 1734 und 1768 besaß er das Gut Költschen im Weichbild Reichenbach. Nach seiner Tätigkeit als Kreisdeputierter ab 1753 wurde er 1765 zum dritten Landrat des Kreises Reichenbach ernannt. Das Amt übte er bis 1768 aus. Nachfolger wurde Hans George von Dresky. 